# Alex Majoli
Alex Majoli, né à Ravenne le 11 avril 1971, est un photographe et un photojournaliste italien contemporain.

## Biographie
Alex Majoli est un photographe de guerre qui notamment a couvert les guerres en Irak, en Yougoslavie et a effectué des reportages en Chine, ainsi que sur les talibans en Afghanistan.
Majoli est membre de l'Agence Magnum.

## Récompenses
- 2003, Infinity Award du photojournalisme
- 2012, World Press Photo

## Publications (liste partielle)
- One Vote, Éditions Filigranes, 2004
- (en) Alex Majoli, Leros, Londres, Trolley, 2002 (ISBN 978-0-9542079-2-2 et 0954207920, présentation en ligne)
- (en) Alex Majoli, Lise Sarfati, Martin Parr, Patrick Zachmann et al., Euro visions: Cyprus, Estonia, Hungary, Latvia, Lithuania, Malta, Poland, Czech Republic, Slovakia, Slovenia by ten photographers, Paris Göttingen Germany, MagnumSteidl, 2005 (ISBN 978-3-86521-223-8, présentation en ligne)
- Jumpology, éditions Place Victoires,  (ISBN 978-2-84459-170-8)
- (en) Alex Majoli, One jump, Londres, Trolley, 2008 (ISBN 9781904563778)